# HV Aalsmeer
Handbalvereniging Aalsmeer is een handbalvereniging in Aalsmeer. De club heeft een rijke historie in het Nederlands handbal. Het eerste herenteam weet vele successen te boeken en het eerste damesteam wist in 1991 zowel de landstitel als de nationale beker te winnen. In het seizoen 2024/25 speelt het eerste herenteam in de BENE-League en het eerste damesteam speelt in de Eerste divisie.

## Geschiedenis

### Beginjaren (1932 - 1943)
Het was de toenmalige directeur van Turnvereniging Aalsmeer (TVA), de heer C.A. den Boer, die in het begin van de dertiger jaren de handbalsport bij zijn vereniging introduceerde. De handbalsport werd evenals in Duitsland eerst uitsluitend bij turnverenigingen beoefend. Gymleraren in die tijd vonden handbal een zeer geschikte buitensport voor turners in de wintermaanden, net als atletiek in de zomermaanden. Het eerste handbal begon voor HV Aalsmeer bij TVA.
In het begin had de herenkant van de handbalclub vooral in de eigen regio een belangrijke rol. Landelijk waren vooral Niloc uit Amsterdam en V&K uit Groningen die de dienst uit maakten. Pas in 1943 wist de herenploeg van Aalsmeer de hegemonie van Niloc in het district West A doorbreken. Als kampioen van dat district mocht worden deelgenomen aan de halve competitie om de nationale titel. De titel werd toen gewonnen door V&K, Aalsmeer eindigde als derde. De andere verenigingen die toen aan de kampioenscompetitie deelnamen waren Hellas uit Den Haag, Hercules uit Hengelo en DES uit Eindhoven.

### Jaren De Hondt (1943 - 1979)

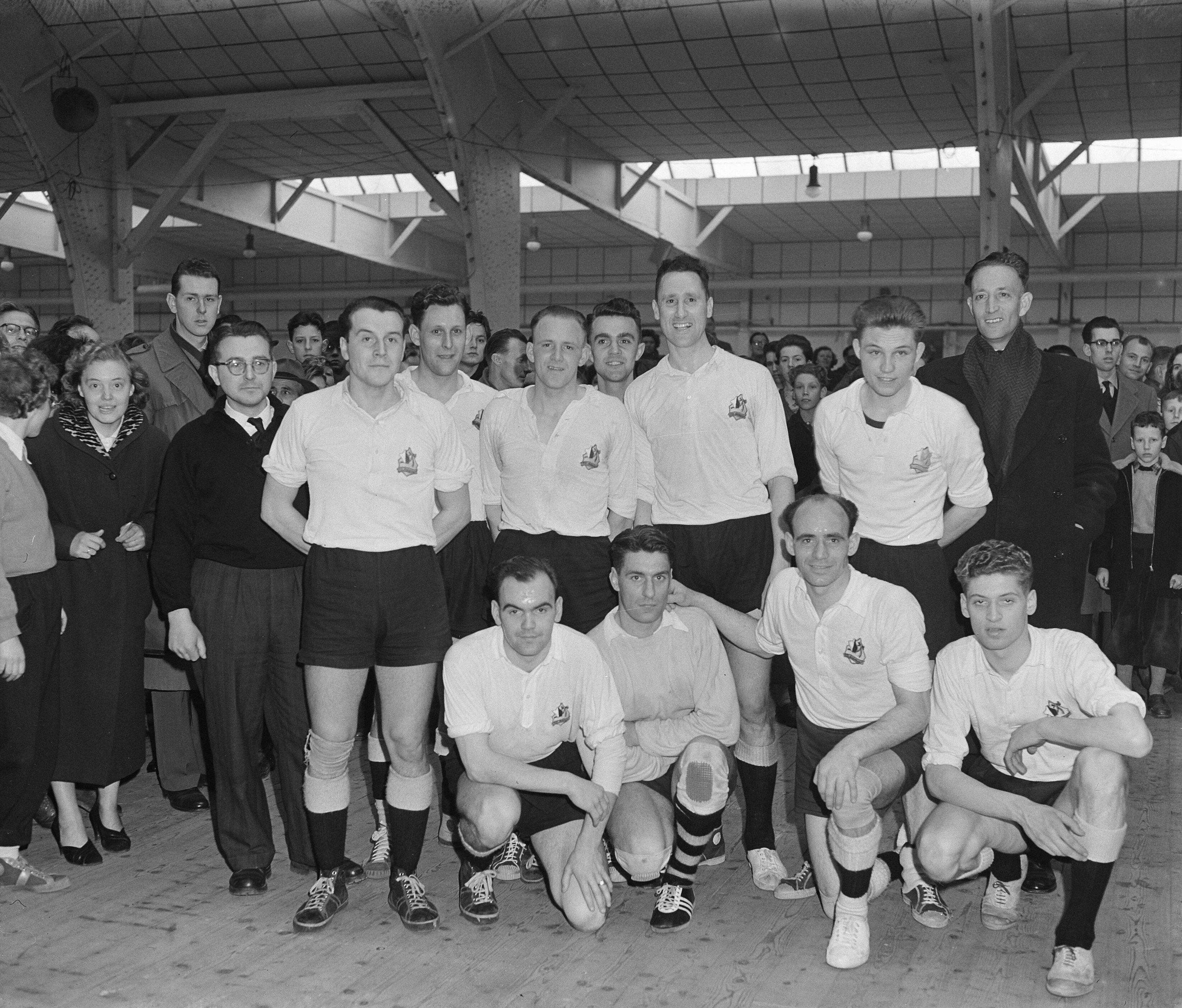
Het herenteam van Aalsmeer kampioen van Nederlnnd na overwinning op Hellas in het RAI-gebouw (1954).

Dick de Hondt, was een van de eerste Nederlands handbaltrainers met een trainersdiploma. De Hondt kwam in 1947 naar Aalsmeer en zou gedurende 20 jaar zijn stempel op de vereniging drukken. Zijn kennis van de sport, zijn visie en zijn internationale contacten zorgden ervoor dat handbal bij Aalsmeer een zeer grote vlucht nam. Al spoedig werd ook zaalhandbal populair. De aanwezigheid van de veiling Bloemenlust zorgde ervoor dat Aalsmeer een pioniersrol kon gaan spelen. Ook elders werd in geïmproviseerde zalen  met steeds groter wordend enthousiasme binnen gespeeld, echte sporthallen bestonden namelijk toendertijd nog niet. In Amsterdam was er de (Oude) RAI in de Ferdinand Bolstraat, die al spoedig het toneel werd van een steeds maar groeiende competitie. Het herenteam van Aalsmeer speelde een belangrijke rol. Nadat in 1952 de officieuze nationale titel werd behaald in een proef toernooi, volgden in de seizoenen 1953-54 en 1958-59 het Kampioenschap van Nederland. De ervaringen, opgedaan in vele internationale toernooien in Duitsland (München, Bremen en Hamburg) kwamen hierbij goed van pas. Langzamerhand ging het zaalhandbal het veldhandbal overvleugelen. Het aantal leden groeide, evenals de publieke belangstelling. De wedstrijden in de RAI tussen bijvoorbeeld Aalsmeer en Niloc trokken zo'n 3000 bezoekers. Het Anjertoernooi kwam in Bloemenlust van de grond en trok jaren achtereen vele honderden toeschouwers. Het succes van het eerste herenteam sprak de jeugd in Aalsmeer-Oost aan: steeds meer jongens gingen handballen. Een wegencompetitie en later de schoolhandbal toernooien wekten de belangstelling van de jeugd nog meer op. In 1967 vertrok Dick de Hondt bij de handbalvereniging. Bij zijn afscheid werd hij tot Lid van Verdienste van de vereniging benoemd.

### Opmars Aalsmeer en de waarden van Jac Stammes (1979 - 1990)
Na enkele jaren zonder succes, verscheen de herenploeg van Aalsmeer opnieuw in de bovenste regionen van het Nederlandse handbal. In 1984/85 weet Aalsmeer het landskampioenschap te behalen en voor het eerst na jaren speelde Aalsmeer weer eens Europees handbal. Tijdens de Europese campagne in 1985/86, treft Aalsmeer het Poolse van Wybrzeże Gdańsk, maar het krachtsverschil tussen die twee ploegen was groot; een totale stand van 60-41 (27-25; 33-23). Aalsmeer won in 1986/87 de nationale beker voor het eerst, ten koste van de Limburgse Sittardia. De winst in de landelijke beker maakte dat Aalsmeer in het Europese bekerwinnaars toernooi mocht spelen. Daarin speelde Aalsmeer in de eerste ronde tegen het Britse Manchester United Salford (32-11). In de tweede ronde was het SKA Minsk uit de Sovjet-Unie die tegen Aalsmeer mocht spelen. Er werd met een stand van 22-28 verloren en Aalsmeer was uitgeschakeld in Europa. Door de tweede bekerwinst in het jaar 1988/89 kon de club voor de tweede keer deelnemen aan het hetzelfde toernooi. In de eerste ronde verloor Aalsmeer met 23-20 op eigen grond van de club Belgische HC Herstal. In de return won Aalsmeer met 15-12 en het door naar de volgende ronde met uitdoelpunten. In de achtste finale trof Aalsmeer het Poolse Wybrzeże Gdańsk waar ze in het seizoen 1985/86 al tegen hadden gespeeld, net als bij de laatste ontmoeting namen de Polen de overhand en hadden een totale score van 41-51 (20-24; 21-27).
De jaren '80 stond ook in het teken van de opmars van clubicoon Jac Stammes. Gedurende 16 jaar dat Stammes handbalde voor de Aalsmeerders stond hij in de basis van de grote succes van de heren. Van de promotie naar de eredivisie in 1979/80, tot het behalen van de nationale titel in 1984/85 en het winnen van de landelijke beker in 1986/87 en 1988/89. Omdat Stammes al heel spoedig betrokken was bij het trainen van afdelings- en regio-jeugdselecties, zag hij kans om zeer talentvolle jongens naar Aalsmeer te laten komen en dat steeds op een tijdstip dat hij ze zelf nog een aantal jaar bij de junioren kon vormen. Enkele van deze jonge handballers waren René Pie, Patrick Kersten, Freek Aalmoes, Benito Leideren en Jeroen Hölscher. Onder leiding van Jac Stammes, werden de jeugdteams regelmatig afdelings- en/of regionaal kampioen en mochten deelnemen aan het toernooi om het kampioenschap van Nederland, daarin de jeugdteams regelmatig succes hadden. Na het overlijden van Stammes organiseerde Aalsmeer jaarlijks de Jac Stammes Cup voor jeugdteams.

### Opkomst jaren '90 (1990 - 2000)
Tijdens het seizoen 1994/95 nam de Thrifty Aalsmeer deel aan de Euro City Cup. De tegenstander in de eerste ronde van Aalsmeer was het Litouwse Ula Varena. De Litouwers werden met 50-46 (29-21; 21-25) verslagen. In de tweede ronde werd Aalsmeer uitgeschakeld door de Kroatische GRK Varaždin. In hetzelfde seizoen werd Aalsmeer weer landskampioen van Nederland en kwalificeerde de herenploeg zich voor de Champions League, waar ze door het Italiaanse Pallamano Trieste uitgeschakeld met een score van 55-43. In hetzelfde seizoen 1995/96 verloor Aalsmeer de bekerfinale van E&O Emmen. De Emmenaren won dat jaar ook het landskampioenschap ten koste van Aalsmeer, echter plaatste van Aalsmeerders zich voor de Cup Winners' Cup voor het volgende handbalseizoen. De club moest de eerste ronde al buigen voor het Spaanse Bidasoa CD met een totale score van 37-69 (20-33; 17-36).
Het seizoen daarop werd het herenteam voor de derde keer winnaar van de landelijke beker. Aalsmeer won van het Geleense Vlug en Lenig met 28-23. Hetzelfde seizoen speelde de herenploeg in een Europees toernooi, waar het Belgische Union Beynoise werd verslagen met een totaalscore van 41-52 (24-21; 17-31). In de achtste finale van de EHF Cup speelde Aalsmeer tegen het Spaans van Club Balonmano de Valladolid, waar Aalsmeer verloor met 48-63 (30-29; 18-34).
Tijdens het seizoen 1998/99 speelde Aalsmeer de Cup Winners' Cup, waar ze in de tweede ronde tegen het Franse Sporting Toulouse '31 verloren.
Het seizoen daarop won Aalsmeer voor de vierde keer de landelijke beker. De tegenstander in de finale was het Noord-Brabantse Tachos. In dat zelfde seizoen wist de herenploeg zich weer te kronen als kampioen van Nederland, terwijl in de EHF-beker de club werd uitgeschakeld door het Duitse SG Flensburg-Handewitt met een totaal stand van 41-66 (23-29; 18-37).
Bij de dames was het seizoen 1991/92 een succesvol seizoen van de Aalsmeerse dames. Naast de landstitel werd ook de nationale beker gewonnen. Daarmee behaalde de dames tevens Europees handbal. In de Champions Cup speelde ze in de eerste ronde tegen het Belgische Initia Hasselt. Met een totaalstand van 41-25 (21-11; 20-14) tegen de Belgische ploeg gingen de dames makkelijk naar de tweede ronde van de Champions Cup. In de tweede ronde wachtte het Roemeense Chimistul Ramnicu Valcea. De damesploeg wiste niet te winnen van de Roemeense dames en werden uitgeschakeld. Na de successen in begin jaren '90 wisten de dames van Aalsmeer niet meer mee te spelen voor de prijzen.

### Succes in begin nieuwe eeuw (2000 - 2004)
In het seizoen 2000/01 won de herenploeg van Aalsmeer voor de tweede jaar op rij de landstitel. Ook gekwalificeerde de herenploeg zich voor de Champions League. Echter werd de ploeg toen uitgeschakeld door een oude bekende, het Wit-Russische SKA Minsk. Na de nederlaag in de Champions League speelde Aalsmeer mee in de EHF Cup, daar werd ook Aalsmeer meteen uitgeschakeld het Portugese Sporting CP met een score van 61-53 (31-23; 30-30).
Het seizoen hierna verloor de herenploeg van Aalsmeer de bekerfinale van E&O. In Champions League won Aalsmeer de eerste ronde tegenover het Bulgaarse Lokomotiv Varna. In de tweede ronde speelde Aalsmeer tegen Zweedse Redbergslids IK. Aalsmeer verloor beide wedstrijden met 53-61 (24-31, 29-30) en werd teruggebracht in de EHF Cup, waar hij Aalsmeer werd uitgeschakeld door Roemeense Dinamo Bucuresti met een totaalscore van 50-56 (26-24; 24-32).
In het seizoen 2002/03 en 2003/04 behaalde de herenploeg van Aalsmeer finales voor het landstitel. Aalsmeer won in het seizoen 2002/03 van E&O en in het seizoen 2003/04 werd er gewonnen van Bevo HC.

### Overheersing Noord-Hollanders en start Beneliga (2004 - 2015)
Sinds de eeuwwisseling domineerde naast de herenploeg van Aalsmeer, ook provincie genoot Volendam het Nederlandse handbal. Aalsmeer wist in het seizoen 2004/05 niet de titel te behouden en tevens niet te kwalificeren in voor een Europees toernooi. In de Champions League werd Aalsmeer uitgeschakeld door HC Granitas Kaunas. Echter speelde de herenploeg hierdoor nog de EHF Cup, hier werd het team in de tweede ronde verslagen door de Oostenrijkse UHK Wolfhose West Wien.
In de daaropvolgende jaren waren behaalde de herenploeg geen hoge resultaten in de eredivisie, afgezien van een bekerfinale die in 2008 die gewonnen werd ten koste van de Volendam. In het seizoen 2008/09 ging het herenteam weer de andere kant op; de club won de zevende landstitel. In de Best-of-Tree finale won het herenteam van Bevo HC en in de beker wist Aalsmeer te schoppen tot aan de finale, maar na de verlenging in de finale was Volendam te sterk. Ook won Aalsmeer de tweede editie van de Beneliga (2008/09) door in de finale van Volendam te winnen met 27-33. In datzelfde seizoen speelde Aalsmeer in de Cup Winners' Cup. In de eerste ronde won Aalsmeer van de Luxemburgse HBC Bascharage, in totaal werd het 61-79 (34-43; 27-36) maar in de volgende ronde volgde een uitgeschakeld tegen het Franse van Paris Handball 69-55 (37-24; 32-31).

### Succesformule (2014 - heden)
Nadat FLH zich had teruggetrokken uit de Benelux Liga, is het concept van een toernooi naar een competitie gegaan waar het eerste herenteam van Aalsmeer sinds de eerste editie meespeelde. In het 2016/17 was naast het eerste team in de BENE-League, ook het tweede team op het hoogste niveau van Nederland gaan spelen (eredivisie). Naast de promotie van Aalsmeer 2 naar de eredivisie was het derde herenteam van Aalsmeer al snel actief in de eerste divisie. Ook op jeugd niveau gaat het tot heden goed met Aalsmeer. Sinds de invoering van de Landelijke Jeugd Divisie (LJD) was een hoogtepunt dat de heren A1 in 2018/19 en 2019/20 kampioen van Nederland werd gekroond onder leiding van trainer/coach van Wai Wong.

## Selectie 2020/21
| Nr.          | Naam                | Nationaliteit | Geboortedatum | Vorige club   |
| ------------ | ------------------- | ------------- | ------------- | ------------- |
| Keepers      |                     |               |               |               |
| 12           | Marco Verbeij       | Nederland     | 26-07-1997    | Eigen jeugd   |
| 21           | René de Knegt       | Nederland     | 10-03-1996    | Hurry-Up      |
| Hoekspeler   |                     |               |               |               |
| 3            | Nils Dekker         | Nederland     | 01-12-1994    | Eigen jeugd   |
| 6            | Tom de Bruin        | Nederland     | 15-02-2002    | DHK Flensborg |
| 8            | Donny Vink          | Nederland     | 01-08-1998    | Hellas        |
| 32           | Jeromy van der Ban  | Nederland     | 14-01-2002    | Eigen jeugd   |
| Opbouwspeler |                     |               |               |               |
| 4            | Jimmy Castien       | Nederland     | 25-08-1989    | Eigen jeugd   |
| 7            | Don Hartog          | Nederland     | 06-03-2000    | Eigen jeugd   |
| 10           | Niels de Jong       | Nederland     | 05-12-1996    | Quintus       |
| 14           | Rob Jansen          | Nederland     | 01-08-1994    | Tachos        |
| 17           | Vaidas Trainavicius | Litouwen      | 04-11-1988    | Hurry-Up      |
| 19           | Marwin van Offeren  | Nederland     | 01-10-1996    | E&O           |
| 22           | Tim Bottinga        | Nederland     | 16-02-1994    | Quintus       |
| 24           | Pepijn Michielsen   | Nederland     | 05-03-1997    | Hellas        |
| Cirkelspeler |                     |               |               |               |
| 13           | Samir Benghanem     | Nederland     | 10-12-1993    | Hellas        |
| 20           | Max de Maat         | Nederland     | 14-03-1997    | Quintus       |

Technische staf
| Functie         | Naam                | Nationaliteit | Geboortedatum |
| --------------- | ------------------- | ------------- | ------------- |
| Hoofdtrainer    | Bert Bouwer         | Nederland     | 23-01-1952    |
| Assistent-coach | Wai Wong            | Nederland     | 13-03-1988    |
| Keeperstrainer  | Jeffrey Groeneveld  | Nederland     | 10-11-1972    |
| Verzorger       | David Siebeler      | Nederland     | 31-07-1989    |
| Verzorger       | Menno van der Grift | Nederland     | 27-04-1985    |
| Verzorger       | Robert Baarder      | Nederland     | 09-10-1960    |

## Lijst van trainers
Heren
- 1992–1996:  Jan Alma
- 1996–1998:  Peter Tier
- 1998–2000:  Sjors Röttger
- 2000–2004:  René Romeijn
- 2004–2005:  Alex Vaassen
- 2005–2007:  Willem Geleijn
- 2007–2009:  Alex Curescu
- 2009–2010:  Björn Budding
- 2010–2016:  René Romeijn
- 2016–2017:  Will Plugge (a.i.)
- 2017–2023:  Bert Bouwer
- 2023–heden:  Wai Wong

## Jac Stammes Cup
In het Paasweekeinde organiseert Handbal Aalsmeer een jeugdhandbaltoernooi, het Jac Stammes Cup. Het toernooi werd opgedragen aan oud-Aalsmeerspeler Jac Stammes die op jonge leeftijd overleed. In het begin werd het toernooi in samenwerking met toernooi-organisatie Eurosportring georganiseerd. Vanaf 2003 heeft Aalsmeer de volledige organisatie in handen. Handbalverenigingen uit heel Nederland schrijven zich in om het toernooi te spelen. Het toernooi vindt plaats in meerdere sporthallen, waaronder De Bloemhof (Aalsmeer), de Proosdijhal (Kudelstaart) en De Scheg (Uithoorn).

## Resultaten

### Heren (1956 - heden)
- 1954 1e
NK Zaalhandbal
- 1955 2e
Districtsklasse West-A
- 1956 2e
Districtsklasse West-A
- 1957 3e
Districtsklasse West-A
- 1958 3e
NK Zaalhandbal
- 1959 1e
NK Zaalhandbal
- 1960 2e
Districtsklasse West-A
- 1961 2e
Districtsklasse West-A
- 1962 2e
NK Zaalhandbal
- 1963 4e
Hoofdklasse A
- 1964 3e
Hoofdklasse A
- 1965 4e
Hoofdklasse A
- 1966 1e
Overgangsklasse
- 1967 7e
Hoofdklasse
- 1968 8e
Hoofdklasse
- 1969
- 1970
- 1971 7e
Hoofdklasse
- 1972
- 1973 8e
Hoofdklasse
- 1974
- 1975
- 1976
- 1977
- 1978
Eerste divisie A
- 1979 5e
Eerste divisie A
- 1980 1e
Eerste divisie A
- 1981 10e
Eredivisie
- 1982 1e
Eerste divisie B
- 1983 8e
Eredivisie
- 1984 3e
Eredivisie
- 1985 1e
Eredivisie
- 1986 3e
Eredivisie
- 1987 4e
Eredivisie
- 1988 4e
Eredivisie
- 1989 3e
Eredivisie
- 1990 6e
Eredivisie
- 1991 6e
Eredivisie
- 1992 6e
Eredivisie
- 1993 3e
Eredivisie
- 1994 2e
Eredivisie
- 1995 1e
Eredivisie
- 1996 4e
Eredivisie
- 1997 2e
Eredivisie
- 1998 2e
Eredivisie
- 1999 2e
Eredivisie
- 2000 1e
Eredivisie
- 2001 1e
Eredivisie
- 2002 5e
Eredivisie
- 2003 1e
Eredivisie
- 2004 1e
Eredivisie
- 2005 5e
Eredivisie
- 2006 4e
Eredivisie
- 2007 6e
Eredivisie
- 2008 4e
Eredivisie
- 2009 1e
Eredivisie
- 2010 4e
Eredivisie
- 2011 4e
Eredivisie
- 2012 7e
Eredivisie
- 2013 3e
Eredivisie
- 2014 3e
Eredivisie
- 2015 3e
Eredivisie
- 2016 4e
Eredivisie
- 2017 4e
Eredivisie
- 2018 1e
Eredivisie
- 2019 1e
Eredivisie
- 2020 4e
Eredivisie
- 2021 1e
HandbalNL League
- 2022 1e
HandbalNL League
- 2023 3e
HandbalNL League
- 2024 1e
HandbalNL League
- 2025 1e
HandbalNL League

- Eredivisie
- HandbalNL League
- Districtsklasse
- Eerste divisie

### Dames (2001 - heden)
- 2001 1e
Eerste divisie A
- 2002 6e
Eredivisie
- 2003 7e
Eredivisie
- 2004 3e
Eredivisie
- 2005 6e
Eredivisie
- 2006 11e
Eredivisie
- 2007 9e
Eredivisie
- 2008 12e
Eredivisie
- 2009
Eerste divisie
- 2010
Eerste divisie
- 2011
Eerste divisie
- 2012 1e
Eerste divisie
- 2013 7e
Eredivisie
- 2014 10e
Eredivisie
- 2015 8e
Eerste divisie
- 2016 7e
Eerste divisie
- 2017 6e
Eerste divisie
- 2018 8e
Eerste divisie
- 2019 8e
Eerste divisie
- 2020 14e
Eerste divisie
- 2021
Eerste divisie
- 2022 15e
Eerste divisie
- 2023 12e
Tweede divisie A

- Eredivisie
- Eerste divisie
- Tweede divisie

## Europese wedstrijden
Zowel de heren als dames speelden Europese handbal.

### Heren
| Seizoen | Competitie       | Ronde | Land                           | Club                         | Totaalscore | 1e W    | 2e W    |
| ------- | ---------------- | ----- | ------------------------------ | ---------------------------- | ----------- | ------- | ------- |
| 1959/60 | Champions Cup    | 1/4F  | Vlag                           | Frisch Auf Göppingen         | 27 - 17     |         |         |
| 1985/86 | Champions Cup    | 1R    | Vlag                           | Wybrzeze Gdansk              | 60 - 48     | 27 - 25 | 33 - 23 |
| 1987/88 | Cup Winners’ Cup | 1R    | Vlag                           | Manchester United Salford    | 32 - 11     |         |         |
| 1987/88 | Cup Winners’ Cup | 8F    | Vlag                           | SKA Minsk                    | 22 - 28     |         |         |
| 1989/90 | Cup Winners’ Cup | 1R    | Vlag                           | HC Herstal                   | 35 - 35     | 23 - 20 | 12 - 15 |
| 1989/90 | Cup Winners’ Cup | 8F    | Vlag                           | Wybrzeze Gdansk              | 41 - 51     | 20 - 24 | 21 - 27 |
| 1994/95 | City Cup         | L16   | Vlag van Litouwen              | Ula Varena                   | 50 - 46     | 29 - 21 | 21 - 25 |
| 1994/95 | City Cup         | 8F    | Vlag van Kroatië               | Varteks Tivar Varazdin       | 40 - 36     | 21 - 15 | 19 - 21 |
| 1995/96 | Champions League | L16   | Vlag van Italië                | Principe Trieste             | 55 - 43     | 26 - 18 | 29 - 25 |
| 1996/97 | Cup Winners’ Cup | L16   | Vlag van Spanje                | Elgorriaga Bidasoa           | 37 - 69     | 20 - 33 | 17 - 36 |
| 1997/98 | EHF Cup          | L16   | Vlag                           | Union Beynoise               | 41 - 52     | 24 - 21 | 17 - 31 |
| 1997/98 | EHF Cup          | 8F    | Vlag van Spanje                | Club Balonmano de Valladolid | 48 - 63     | 30 - 29 | 18 - 34 |
| 1998/99 | Cup Winners’ Cup | L16   | Vlag van Wit-Rusland           | SKAF Minsk                   | 39 - 43     | 24 - 24 | 15 - 19 |
| 1998/99 | Cup Winners’ Cup | 8F    | Vlag van Frankrijk             | Sporting Toulouse '31        | 51 - 39     | 27 - 18 | 24 - 21 |
| 1999/00 | EHF Cup          | L16   | Vlag van Luxemburg             | HC Berchem                   | 41 - 59     | 25 - 31 | 16 - 28 |
| 1999/00 | EHF Cup          | 8F    | Vlag van Duitsland             | SG Flensburg-Handewitt       | 41 - 66     | 23 - 29 | 18 - 37 |
| 2000/01 | Champions League | 1R    | Vlag van Wit-Rusland           | SKA Minsk                    | 54 - 42     | 28 - 20 | 24 - 22 |
| 2000/01 | EHF Cup          | 2R    | Vlag van Portugal              | Sporting CP                  | 61 - 53     | 31 - 23 | 30 - 30 |
| 2001/02 | Champions League | 1R    | Vlag van Bulgarije             | Lokomotiv Varna              | 61 - 47     | 34 - 24 | 27 - 23 |
| 2001/02 | Champions League | 2R    | Vlag van Zweden                | Redbergslids IK              | 53 - 61     | 24 - 31 | 29 - 30 |
| 2001/02 | EHF Cup          | 3R    | Vlag van Roemenië              | Dinamo Bucuresti             | 50 - 56     | 26 - 24 | 24 - 32 |
| 2002/03 | EHF Cup          | 1R    | Vlag van Estland               | HC Tallas                    | 46 - 50     | 24 - 21 | 22 - 29 |
| 2002/03 | EHF Cup          | 3R    | Vlag van Bosnië en Herzegovina | RK Izvidac Ljubuski          | 61 - 53     | 32 - 25 | 29 -28  |
| 2003/04 | Champions League | Kwa.  | Vlag van Bosnië en Herzegovina | HC Bosna BH Gas              | 57 - 64     | 21 - 29 | 36 - 35 |
| 2003/04 | EHF Cup          | 2R    | Vlag van België                | Eynatten-Raeren              | 41 - 41     | 23 - 21 | 19 - 20 |
| 2003/04 | EHF Cup          | 3R    | Vlag van Spanje                | CB Valencia                  | 56 - 43     | 30 - 23 | 26 - 20 |
| 2004/05 | Champions League | Kwa.  | Vlag van Litouwen              | HC Granitas Kaunas           | 54 - 46     | 27 - 21 | 27 - 25 |
| 2004/05 | EHF Cup          | 2R    | Vlag van Oostenrijk            | UHK Wolfhose West Wien       | 50 - 56     | 25 - 30 | 25 - 26 |
| 2008/09 | Cup Winners’ Cup | Kwa.  | Vlag van Luxemburg             | HBC Bascharage               | 61 - 79     | 34 - 43 | 27 - 36 |
| 2008/09 | Cup Winners’ Cup | 2R    | Vlag van Frankrijk             | Paris Handball               | 69 - 55     | 37 - 24 | 32 - 31 |
| 2009/10 | EHF Cup          | 1R    | Vlag van IJsland               | Fram                         | 53 - 60     | 23 - 30 | 30 - 30 |
| 2010/11 | Cup Winners’ Cup | 3R    | Vlag van Frankrijk             | Tremblay en France           | 54 - 47     | 31 - 23 | 23 - 24 |
| 2015/16 | Cup Winners’ Cup | 3R    | Vlag van Israël                | Ramat Hashron "vitania" HC   | 55 - 54     | 22 - 22 | 33 - 32 |
| 2015/16 | Cup Winners’ Cup | L16   | Vlag van Luxemburg             | HB Esch                      | 48 - 55     | 26 - 30 | 22 - 25 |
| 2015/16 | Cup Winners’ Cup | 1/4F  | Vlag van Noorwegen             | Fyllingen Bergen             | 55 - 48     | 31 - 20 | 24 - 28 |
| 2018/19 | EHF Cup          | 2R    | Vlag van Servië                | Vojvodina                    | 55 - 44     | 29 - 21 | 26 - 23 |

### Dames
| Seizoen | Competitie    | Ronde | Land              | Club                     | Totaalscore | 1e W    | 2e W    |
| ------- | ------------- | ----- | ----------------- | ------------------------ | ----------- | ------- | ------- |
| 1991/92 | Champions Cup | Kwa.  | Vlag van België   | Initia Hasselt           | 41 - 25     | 21 - 11 | 20 - 14 |
| 1991/92 | Champions Cup | 1R    | Vlag van Roemenië | Chimistul Ramnicu Valcea | 71 - 53     | 40 - 29 | 31–24   |

## Erelijst

### Heren
| Competitie         | Aantal | Jaren |
| ------------------ | ------ | --- |
| Benelux            |        | |
| Kampioen BENE-LIGA | 1x     | 2008/09 |
| Nationaal          |        | |
| Landskampioenschap | 13x    | 1953/54, 1958/59, 1984/85, 1994/95, 1999/00, 2000/01, 2002/03, 2003/04, 2008/09, 2017/18, 2018/19, 2020/21, 2021/22 |
| Bekerwinnaar       | 7x     | 1986/87, 1988/89, 1997/98, 1999/00, 2003/04, 2007/08, 2023/24                                                       |
| Supercup           | 6x     | 1998, 2000, 2001, 2003, 2008, 2018                                                                                  |
| Eerste divisie     | 3x     | 1965/66, 1979/80, 1981/82                                                                                           |
| Regionaal          |        | |
| Regio west-A       | 4x     | 1954, 1958, 1959, 1962                                                                                              |

### Dames
| Nationaal          |    |                  |
| Landskampioenschap | 1x | 1990/91          |
| Bekerwinnaar       | 1x | 1990/91          |
| Eerste divisie     | 2x | 2001/02, 2011/12 |

### Andere teams
| Competitie     | Aantal | Jaren                                                |
| -------------- | ------ | ---------------------------------------------------- |
| Heren 2        |        |                                                      |
| Eerste divisie | 6x     | 1990/91, 1994/95, 1995/96, 2004/05, 2012/13, 2015/16 |
| Heren 3        |        |                                                      |
| Tweede divisie | 4x     | 2007/08, 2009/10, 2014/15, 2015/16                   |